# Kirche Reichenbach (Hörselbach-Hainich)

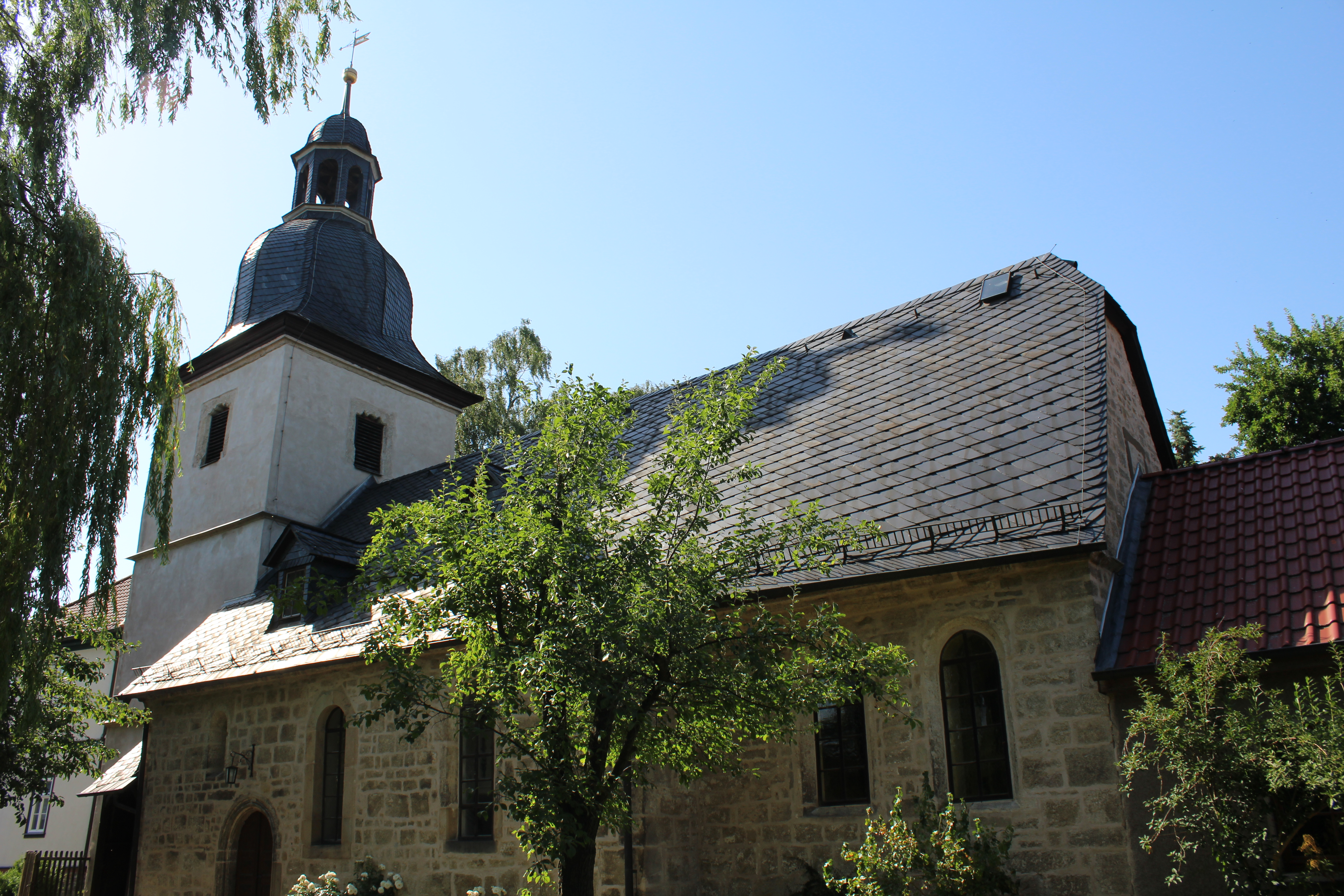
Dorfkirche Reichenbach

Die evangelisch-lutherische, denkmalgeschützte Dorfkirche Reichenbach steht in Reichenbach, einem Ortsteil der thüringischen Gemeinde Hörselberg-Hainich im Wartburgkreis. Die Kirchengemeinde Reichenbach gehört zum Kirchengemeindeverband Emmaus Goldbach-Wangenheim im Kirchenkreis Gotha der Evangelischen Kirche in Mitteldeutschland.

## Beschreibung
Die Dorfkirche wurde im Jahr 1627 auf den alten Grundmauern des romanischen Vorgängerbaus aus dem beginnenden 13. Jahrhundert neu aufgebaut. Die Saalkirche hat einen eingezogenen, rechteckigen Chor und einen quadratischen Kirchturm im Westen, auf dem seit 1728 eine achtseitige, schiefergedeckte Haube sitzt, bekrönt mit einer offenen Laterne und einer Turmkugel. Am Langhaus befindet sich ein rundbogiges Portal. Neben den romanischen Bogenfenstern sind noch Fenster aus dem 16. Jahrhundert vorhanden. Der Innenraum wird von einer von Vouten gestützten Flachdecke überspannt, der Chor hat ein Tonnengewölbe. Die Brüstungen der zweigeschossigen Emporen sind durch kannelierte Pilaster gegliedert. Sie zeigen alttestamentarische und neutestamentarische Szenen, geschaffen in der Mitte des 18. Jahrhunderts. Der Korb der Kanzel mit Beschlagwerk aus dem 17. Jahrhundert wird als Ambo verwendet. Die Orgel mit 12 Registern, verteilt auf ein Manual und ein Pedal, wurde 1851 von Friedrich Christian Knauf gebaut.